# جبل أودين
جبل أودين هو جبل يقع في ولاية نونافوت،كندا وهو أعلى جبل في جزيرة بافن.